# رومان بيريزوفسكي
رومان بيريزوفسكي (5 أغسطس 1974 يريفان أرمينيا - ) هو لاعب كرة قدم أرمني، يلعب كحارس مرمى.

## وصلات خارجية
رومان بيريزوفسكي على موقع الاتحاد الدولي (مؤرشف)  (الإنجليزية)
- رومان بيريزوفسكي على موقع قاعدة بيانات كرة القدم.إي يو (الإنجليزية)
- رومان بيريزوفسكي على موقع بيانات كرة القدم. دي إي (الألمانية)
- رومان بيريزوفسكي على موقع ناشيونال فوتبول تيمز (الإنجليزية)
- رومان بيريزوفسكي على موقع Soccerway.com (الإنجليزية)
- رومان بيريزوفسكي على موقع عالم كرة القدم.نت (الإنجليزية)
- رومان بيريزوفسكي على موقع AS.com (الإسبانية)